# Norman Beck (cầu thủ bóng đá)
Norman Beck là một cầu thủ bóng đá người Anh thi đấu ở vị trí right half.

## Sự nghiệp
Beck thi đấu cho Tanfield Lea Institute, Bradford City và Barnsley. Đối với Bradford City, ông có 3 lần ra sân ở Football League.